# 菊間邁
菊間 邁（きくま すすむ）は、日本の実業家。旭タンカー株式会社代表取締役社長、全国内航タンカー海運組合海工務委員会委員長などを務めた。

## 人物・経歴
世田谷区立桜丘中学校、東京都立新宿高等学校を経て、一橋大学商学部卒業後、商船三井に勤務。サウジアラビアおよびロンドンに駐在し、日本に帰国後、代表取締役を務めた。2002年から立石信義の後任として旭タンカー代表取締役社長を務め、ソーラージャパン設立、アムテック設立、上海事務所開設、ロンドン事務所開設、台湾子会社設立などにあたった。全国内航タンカー海運組合海工務委員会委員長、国土交通省タンカーのダブルハル化促進に関する検討会委員等も務めた。

## 著作
- 「インタビュー 菊間邁・旭タンカー社長」内航近海海運 36(800) 2001年
- 「1年で1割の効率アップを目指す」内航近海海運 39(836) 2004年
- 「独自展開のSR、2010年で15隻体制目指す」 Compass / 海事プレス社 [編] 25(2) 2006年
- 「内航新時代と海運経営 今年〔平成18年〕は事業統合総仕上げの年」 海運 (通号 942) 2006年